# Équipe d'Afrique du Sud de rugby à XV à la Coupe du monde 2011

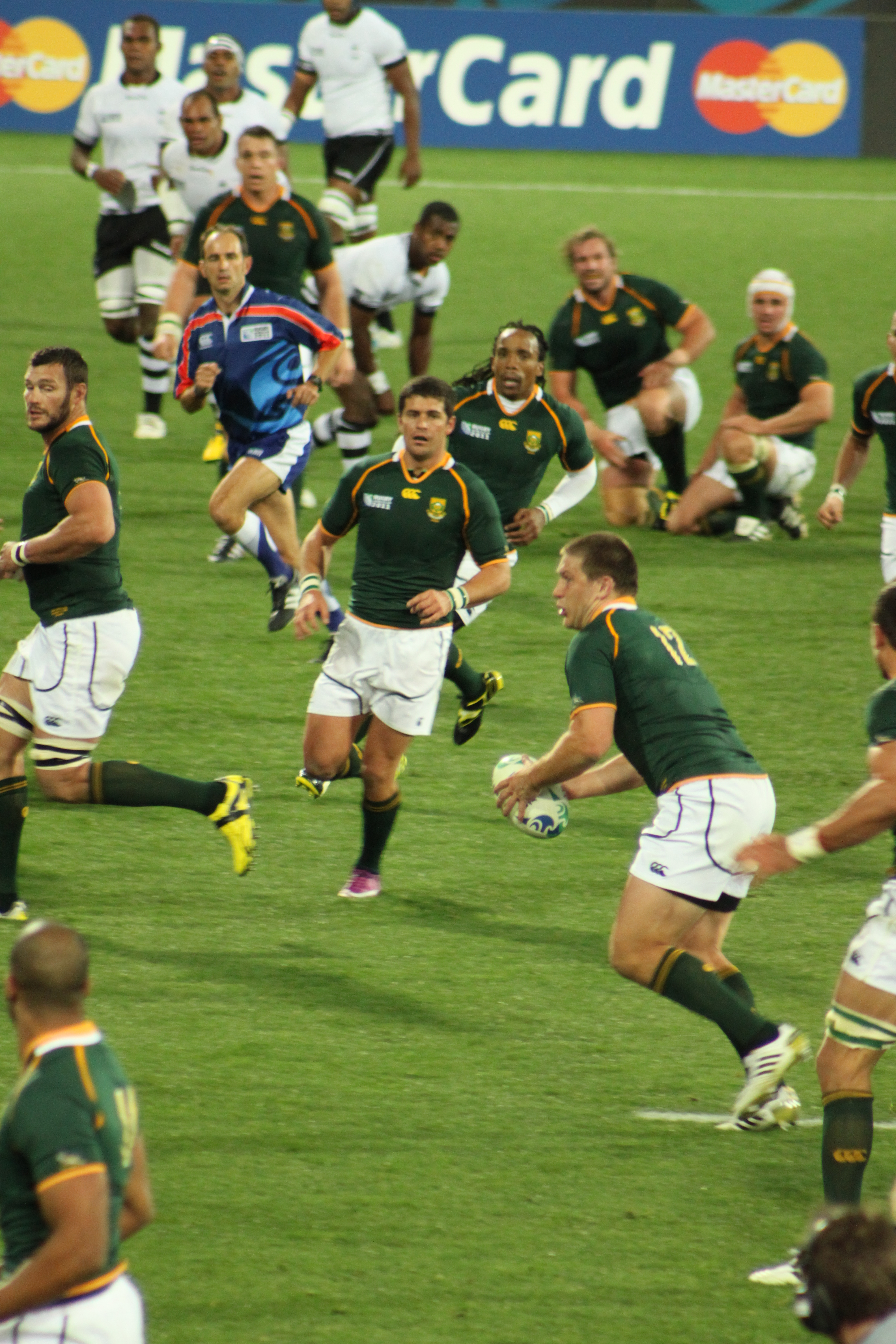
L'équipe d'Afrique du Sud affrontant l'équipe des Fidji durant la Coupe du monde 2011 en Nouvelle-Zélande.

L'équipe d'Afrique du Sud de rugby à XV à la Coupe du monde 2011 est la deuxième à être éliminée au stade des quarts de finale de cette compétition, l'Afrique du Sud a remporté par deux fois la coupe du monde et a été une fois demi-finaliste en cinq éditions disputées.

## Joueurs sélectionnés
Peter de Villiers a annoncé sa liste des trente joueurs pour la Coupe du monde de rugby à XV 2011 le 23 août 2011. François Steyn, blessé à l'épaule gauche, est forfait pour le reste de la compétition. Il est remplacé par Zane Kirchner.
| Entraîneur | Entraîneur             | Peter de Villiers                                                        |
| Avants     | Pilier                 | Jannie du Plessis, Tendai Mtawarira, Gurthrö Steenkamp, CJ van der Linde |
| Avants     | Talonneur              | Bismarck du Plessis, Chiliboy Ralepelle, John Smit (cap.)                |
| Avants     | Deuxième ligne         | Bakkies Botha, Victor Matfield, Johann Muller, Danie Rossouw             |
| Avants     | Troisième ligne aile   | Heinrich Brüssow, Schalk Burger, Francois Louw                           |
| Avants     | Troisième ligne centre | Willem Alberts, Pierre Spies                                             |
| Arrières   | Demi de mêlée          | Fourie du Preez, Francois Hougaard, Ruan Pienaar                         |
| Arrières   | Demi d'ouverture       | Butch James, Morné Steyn                                                 |
| Arrières   | Centre                 | Juan de Jongh, Jean de Villiers, Jaque Fourie                            |
| Arrières   | Ailier                 | Gio Aplon, Bryan Habana, Odwa Ndungane, JP Pietersen                     |
| Arrières   | Arrière                | Patrick Lambie, François Steyn, Zane Kirchner                            |

## Parcours

### Phase de poule
La poule D de la Coupe du monde de rugby à XV 2011 comprend cinq équipes dont les deux premières se qualifient pour les quarts de finale de la compétition. Conformément au tirage au sort effectué le 1er décembre 2008 à Londres, les équipes d'Afrique du Sud, de Galles, des Samoa, des Fidji et de Namibie composent cette poule. Le premier de ce groupe affronte le second de la Poule C et le deuxième de ce groupe affronte le premier de la Poule C.
Le groupe le plus relevé de la compétition a tenu ses promesses. L'Afrique du Sud sort sans encombre au prix d'un concours de circonstances plus que favorable. Elle profite notamment, lors de son premier match, d'une pénalité galloise refusée  alors que le ballon est passé entre les poteaux (17-16). Ensuite, elle bénéficie d'un arbitrage très favorable  lors de sa dernière rencontre face au Samoa (13-5).
Lors de cette phase de poule, l'Afrique du Sud gagne quatre rencontres ; elle bat difficilement le pays de Galles (17-16) avant de s'imposer largement contre les Fidji (49-3). Après un large succès sur la Namibie (87-0), la victoire est plus difficile contre les Samoa (13-5).
En quart de finale, elle rencontre l'Australie.

#### Afrique du Sud - Galles
(mt : 10 - 6)
Homme du match : Sam Warburton 
Points marqués :
- Afrique du Sud : 2 essais de F. Steyn (4e), Hougaard (64e), 2 transformations de M. Steyn (4e, 64e) et 1 pénalité de M. Steyn (19e)
- Pays de Galles : 1 essai de Faletau (55e), 1 transformation de Hook (55e) et 3 pénalités de Hook (10e, 31e, 50e)

Évolution du score : 7-0, 7-3, 10-3, 10-6, 10-9, 10-16, 17-16
Arbitre : Wayne Barnes 
Résumé
| Afrique du Sud · Titulaires · 4e François Steyn 15 · JP Pietersen 14 · Jaque Fourie 13 · 24e Jean de Villiers 12 · 61e Bryan Habana 11 · Morné Steyn 10 · Fourie du Preez 9 · 57e Pierre Spies 8 · Schalk Burger 7 · Heinrich Brüssow 6 · 44e Victor Matfield 5 · Danie Rossouw 4 · Jannie du Plessis 3 · 57e (cap.) John Smit 2 · 54e Tendai Mtawarira 1 · Remplaçants · 57e Bismarck du Plessis 16 · 54e Gurthrö Steenkamp 17 · CJ van der Linde 18 · 44e Johann Muller 19 · 57e Willem Alberts 20 · 61e 64e Francois Hougaard 21 · 24e Butch James 22 · Entraîneur · Peter de Villiers |  | Pays de Galles · Titulaires · 15 James Hook · 14 George North · 13 Jonathan Davies · 12 Jamie Roberts · 11 Shane Williams · 10 Rhys Priestland · 9 Michael Phillips · 8 Toby Faletau 55e · 7 Sam Warburton (cap.) · 6 Dan Lydiate · 5 Alun Wyn Jones · 4 Luke Charteris · 3 Adam Jones 66e · 2 Huw Bennett · 1 Paul James · Remplaçants · 16 Lloyd Burns · 17 Ryan Bevington · 18 Bradley Davies 66e · 19 Andy Powell · 20 Tavis Knoyle · 21 Scott Williams · 22 Leigh Halfpenny · Entraîneur · Warren Gatland |

#### Afrique du Sud - Fidji
(mt : 21 - 3)
Homme du match : Danie Rossouw 
Points marqués :
- Afrique du Sud : 6 essais de Steenkamp (26e), Fourie (33e), F. Steyn (47e), M. Steyn (61e), Mtawarira (68e), Rossouw (75e), 5 transformations de M. Steyn (26e, 48e, 63e, 70e, 76e) et 3 pénalités de F. Steyn (11e), M. Steyn (29e, 40e)
- Fidji : 1 pénalité de Bai (21e)

Évolution du score : 0-3, 3-3, 10-3, 13-3, 18-3, 21-3, 28-3, 35-3, 42-3, 49-3 
Arbitre : Romain Poite 
Résumé
| Afrique du Sud · Titulaires · Patrick Lambie 15 · 53e Odwa Ndungane 14 · 35e 70e Jaque Fourie 13 · 49e François Steyn 12 · JP Pietersen 11 · 63e Morné Steyn 10 · 70e Fourie du Preez 9 · Pierre Spies 8 · Schalk Burger 7 · Heinrich Brüssow 6 · 76e Danie Rossouw 5 · 40e Bakkies Botha 4 · 80e Jannie du Plessis 3 · 53e 80e (cap.) John Smit 2 · 26e 63e Gurthrö Steenkamp 1 · Remplaçants · 53e Bismarck du Plessis 16 · 63e 70e Tendai Mtawarira 17 · 46e 56e Francois Louw 18 · 40e 46e 56e Willem Alberts 19 · 53e Francois Hougaard 20 · 70e Ruan Pienaar 21 · 70e Juan de Jongh 22 · Entraîneur · Peter de Villiers |  | Fidji · Titulaires · 15 Kini Murimurivalu · 14 Vereniki Goneva · 13 Gabiriele Lovobalavu · 12 Seremaia Bai 74e · 11 Napolioni Nalaga · 10 Waisea Luveniyali 64e · 9 Nemia Kenatale 53e · 8 Sakiusa Matadigo 50e · 7 Akapusi Qera · 6 Dominiko Waqaniburotu · 5 Wame Lewaravu 73e · 4 Leone Nakarawa · 3 Deacon Manu (cap.) 71e · 2 Sunia Koto 64e · 1 Campese Ma'afu · Remplaçants · 16 Talemaitoga Tuapati 64e · 17 Waisea Nailago 71e · 18 Netani Talei 73e · 19 Sisa Koyamaibole 50e · 20 Vitori Buatava 53e · 21 Nicky Little 64e · 22 Ravai Fatiaki 74e · Entraîneur · Sam Domoni |

#### Afrique du Sud - Namibie
(mt :  31 - 0)
Homme du match : Willem Alberts 
Points marqués :
- Afrique du Sud : 12 essais de Aplon (7e, 64e), Habana (22e), de pénalité (30e), Fourie (37e), F. Steyn (48e), M. Steyn (60e), De Jongh (63e, 71e), Hougaard (65e, 80e), Rossouw (77e), 12 transformations de M. Steyn (8e, 23e, 31e, 38e, 49e, 61e), Pienaar (64e, 65e, 66e, 72e, 78e, 80e) et 1 pénalité de M. Steyn (5e)
- Namibie : -

Évolution du score : 3-0, 10-0, 17-0, 24-0, 31-0, 38-0, 45-0, 52-0, 59-0, 66-0, 73-0, 80-0, 87-0
Arbitre : George Clancy 
Résumé
| Afrique du Sud · Titulaires · Patrick Lambie 15 · 7e 66e Gio Aplon 14 · 39e Jaque Fourie 13 · 49e 61e François Steyn 12 · 22e 61e Bryan Habana 11 · 60e 62e Morné Steyn 10 · 68e 80e Francois Hougaard 9 · 79e Pierre Spies 8 · 27' à 31' Schalk Burger 7 · Willem Alberts 6 · 78e Danie Rossouw 5 · 50e Bakkies Botha 4 · 50e CJ van der Linde 3 · (cap.) John Smit 2 · 61e Gurthrö Steenkamp 1 · Remplaçants · 50e Chiliboy Ralepelle 16 · 61e Tendai Mtawarira 17 · 50e 31e 27e Francois Louw 18 · 79e Heinrich Brüssow 19 · 61e Fourie du Preez 20 · 62e Ruan Pienaar 21 · 61e 63e 71e Juan de Jongh 22 · Entraîneur · Peter de Villiers |  | Namibie · Titulaires · 15 Chrysander Botha · 14 Danie Dames 66e · 13 Danie van Wyk · 12 Piet van Zyl · 11 Heini Bock 46e · 10 Theuns Kotze · 9 Eugene Jantjies 70e · 8 Jacques Nieuwenhuis 55e · 7 Jacques Burger (cap.) · 6 Tinus du Plessis · 5 Nico Esterhuyse · 4 Heinz Koll 54e · 3 Marius Visser 40e · 2 Egbertus O'Callaghan 43e · 1 Johannes Redelinghuys · Remplaçants · 16 Hugo Horn 43e · 17 Jane du Toit 40e · 18 Pieter-Jan van Lill 54e · 19 Rohan Kitshoff 55e · 20 Ryan de la Harpe 70e · 21 Darryl de la Harpe 66e · 22 Conrad Marais 46e · Entraîneur · Johan Diergaardt |

#### Afrique du Sud - Samoa
(mt : 13 - 0 )
Homme du match : Schalk Burger  Afrique du Sud
Points marqués :
- Afrique du Sud : 1 essai de Habana (9e), 1 transformation de M. Steyn (10e) et 2 pénalités de F. Steyn (25e), M. Steyn (27e),

- Samoa : 1 essai de Stowers (52e)

Évolution du score : 7-0, 10-0, 13-0, 13-5
Arbitre : Nigel Owens 
Résumé
| Afrique du Sud · Titulaires · Patrick Lambie 15 · JP Pietersen 14 · Jaque Fourie 13 · François Steyn 12 · 9e 47e Bryan Habana 11 · Morné Steyn 10 · Fourie du Preez 9 · 61e Pierre Spies 8 · Schalk Burger 7 · 51' à 56' Heinrich Brüssow 6 · (cap.) Victor Matfield 5 · 51e Danie Rossouw 4 · Jannie du Plessis 3 · 69e Bismarck du Plessis 2 · 62e Tendai Mtawarira 1 · Remplaçants · 69e 71e à 81eJohn Smit 16 · 62e Gurthrö Steenkamp 17 · CJ van der Linde 18 · 51e 56e 61e Willem Alberts 19 · Francois Louw 20 · 47e 51e Francois Hougaard 21 · 51e Jean de Villiers 22 · Entraîneur · Peter de Villiers |  | Samoa · Titulaires · 15 Paul Williams 70e · 14 David Lemi · 13 Seilala Mapusua · 12 Eliota Fuimaono-Sapolu · 11 Alesana Tuilagi · 10 Tusiata Pisi · 9 Kahn Fotuali'i · 8 George Stowers 52e · 7 Maurie Fa'asavalu · 6 Taiasina Tuifua · 5 Kane Thompson · 4 Daniel Leo 61e · 3 Census Johnston 61e · 2 Mahonri Schwalger (cap.) · 1 Sakaria Taulafo · Remplaçants · 16 Ole Avei · 17 Anthony Perenise 61e · 18 Logovi'i Mulipola · 19 Ofisa Treviranus · 20 Tekori 61e · 21 Augustino Poluleuligaga · 22 George Pisi · Entraîneur · Fuimaono Tafua |

#### Classement de la poule D
| Rang | Pays           | J | V | N | D | Em | Ee | Bo | Bd | Pm  | Pe  | Diff | Pts |
| ---- | -------------- | - | - | - | - | -- | -- | -- | -- | --- | --- | ---- | --- |
| 1    | Afrique du Sud | 4 | 4 | 0 | 0 | 21 | 2  | 2  | 0  | 166 | 24  | +142 | 18  |
| 2    | Pays de Galles | 4 | 3 | 0 | 1 | 23 | 4  | 2  | 1  | 180 | 34  | +146 | 15  |
| 3    | Samoa          | 4 | 2 | 0 | 2 | 10 | 5  | 1  | 1  | 91  | 49  | +42  | 10  |
| 4    | Fidji          | 4 | 1 | 0 | 3 | 7  | 19 | 1  | 0  | 59  | 167 | -108 | 5   |
| 5    | Namibie        | 4 | 0 | 0 | 4 | 5  | 36 | 0  | 0  | 44  | 266 | -222 | 0   |

|  | Qualifiés pour les quarts de finale (no 1, no 2). |

Attribution des points : victoire : 4, match nul : 2, défaite : 0, forfait : -2 ; plus les bonus (offensif : 4 essais marqués ou plus ; défensif : défaite par 7 points d'écart ou moins).
Règles de classement : 1. résultat du match de poule entre les deux équipes ; 2. différence de points ; 3. différence d'essais ; 4. nombre de points marqués ; 5. nombre d'essais marqués ; 6. rang au classement IRB en date du 3 octobre 2011.

### Quart de finale
L'Australie affronte l'Afrique du Sud en quart de finale.
(mt : 3 - 8)
Homme du match : David Pocock 
Points marqués :
- Afrique du Sud : 2 pénalités de Steyn (39e, 55e) et 1 drop de Steyn (60e)
- Australie : 1 essai de Horwill (11e) et 2 pénalités de O'Connor (17e, 72e)

Évolution du score : 0-5, 0-8, 3-8, 6-8, 9-8, 9-11 
Arbitre : Bryce Lawrence 
Résumé : Les Springboks sont champions du monde en titre et premiers de poule. Ils dominent le match en termes de possession de balle et d'occupation du terrain sans parvenir à concrétiser au score. La sanction tombe avec un essai du capitaine James Horwill et une pénalité de James O'Connor qui permettent aux Australiens de s'imposer 11-9.
| Afrique du Sud · Titulaires · Patrick Lambie 15 · JP Pietersen 14 · Jaque Fourie 13 · Jean de Villiers 12 · 49e Bryan Habana 11 · Morné Steyn 10 · Fourie du Preez 9 · 63e Pierre Spies 8 · 15' à 21' Schalk Burger 7 · 21e Heinrich Brüssow 6 · Victor Matfield 5 · Danie Rossouw 4 · Jannie du Plessis 3 · 49e (cap.) John Smit 2 · Gurthrö Steenkamp 1 · Remplaçants · 49e Bismarck du Plessis 16 · CJ van der Linde 17 · 15e 21e 63e Willem Alberts 18 · 21e Francois Louw 19 · 49e Francois Hougaard 20 · Butch James 21 · Gio Aplon 22 · Entraîneur · Peter de Villiers |  | Australie · Titulaires · 15 Kurtley Beale 74e · 14 James O'Connor · 13 Adam Ashley-Cooper · 12 Pat McCabe · 11 Digby Ioane · 10 Quade Cooper · 9 Will Genia · 8 Radike Samo 73e · 7 David Pocock · 6 Rocky Elsom · 5 James Horwill (cap.) 11e · 4 Dan Vickerman 53e · 3 Ben Alexander · 2 Stephen Moore 63e · 1 Sekope Kepu 69e · Remplaçants · 16 Tatafu Polota-Nau 63e · 17 James Slipper 69e · 18 Nathan Sharpe 53e · 19 Ben McCalman 73e · 20 Luke Burgess · 21 Berrick Barnes · 22 Anthony Fainga'a 74e · Entraîneur · Robbie Deans |